# Limfocitosi
La limfocitosi és l'augment de la proporció de limfòcits respecte als seus valors de referència determinats per la fórmula leucocitària. La proporció normal de limfòcits varia entre el 20 i el 40% del total de glòbuls blancs i per tant, una proporció que superi el 40% dels leucòcits determina una limfocitosi, i en contrapartida, quan la xifra és inferior al 20% ens trobaríem davant d'una limfopènia.

## Diagnòstic
La constatació d'una limfocitosi es duu a terme mitjançant una anàlisi de sang al laboratori clínic, a través de la realització d'un hemograma complet, en l'actualitat completament automatitzats.
En termes absoluts, es parla de limfocitosi quan la xifra absoluta de limfòcits és superior a 4,5 mil/mm³, però de vegades s'usen valors de referència més alts. En els nens, el valor en el nombre de limfòcits és superior al dels adults (nadons d'un any d'edat: 5-7 mil/mm³) i només es pot considerar quan el recompte sigui superior a 9 mil/mm³.

## Classificació
- Limfocitosi policlonal: és la produïda, generalment, de forma conseqüent a un procés inflamatori i/o infecciós.
- Linfocitoci monoclonal: Generalment reflecteixen una malaltia proliferativa, en la qual el nombre de limfòcits es troba augmentat a causa d'un defecte intrínsec de la població limfoide.